# Syncosmetus
Syncosmetus là một chi bọ cánh cứng trong họ Ciidae.

## Các loài
- Syncosmetus japonicus Sharp, 1891